# Kamensk-Sjachtinskij
Kamensk-Sjachtinskij (ryska Ка́менск-Ша́хтинский) är en stad i Rostov oblast i Ryssland. Folkmängden uppgår till lite mer än 90 000 invånare.